# Kantorei Barmen-Gemarke
Die Kantorei Barmen-Gemarke ist ein gemischter Konzertchor aus Wuppertal, Deutschland, der sich auf geistliche Musik konzentriert. Sie wurde 1946 von Helmut Kahlhöfer gegründet und mehr als vier Jahrzehnte lang von ihm geleitet. Ihr Repertoire umfasst große klassische Werke ebenso wie Uraufführungen zeitgenössischer Musik. Der Chor ist international aufgetreten.

## Geschichte
Der Chor wurde 1946 von Helmut Kahlhöfer als Kirchenchor der gleichnamigen evangelisch-reformierten Kirchengemeinde gegründet. Kahlhöfer interessierte sich schon früh für eine kleine, gut ausgebildete flexible Besetzung, die Barockmusik bis hin zur  Musik der Renaissance aus dem 16. Jahrhundert aufführen konnte.
1957 begann der Westdeutsche Rundfunk eine Partnerschaft mit dem Chor, die zu 123 Aufnahmen führte, von einem einzelnen Choral bis zu einem zeitgenössischen Oratorium von Ingo Schmitt, Dekan der Wuppertaler Abteilung der Musikhochschule Köln. Der Chor spielte unter anderem Motetten von Praetorius, Schütz, Bach, Mendelssohn, Brahms, Reger, Pepping und Dallapiccola.
Kahlhöfer dirigierte den Chor für mehr als vier Jahrzehnte, bis 1987 Manfred Schreier sein Nachfolger wurde. Wolfgang Kläsener war von 1993 bis 2017 Dirigent, gefolgt von Volker Hempfling (Saison 2017/2018) und seit 2018 Alexander Lüken. Alle Dirigenten verfolgten eine reiche stilistische Vielfalt. Ab 2004 verwendete der Chor eine neue Truhenorgel von Orgelbau Mebold.
Die Kantorei nahm Kantaten und Passionen von Johann Sebastian Bach auf, beide mit Kahlhöfer wie bei Kläsener. 2001 nahm sie Max Bruchs Schön Ellen, eine Chorballade für zwei Solosänger, Chor und Orchester, mit dem Sinfonieorchester Wuppertal unter der Leitung von George Hanson auf. Rezensent Christopher Fifield merkte an, dass sie Bruchs frühem Stil gerecht würden, besonders am „jubelnden Ende“. 2012 wurde sie mit der Sinfonietta Beer Sheva zu Konzerten nach Israel eingeladen, um das 40-jährige Bestehen des Orchesters feiern. 2015 wirkte sie mit an einer Veranstaltung in der Stadthalle Wuppertal mit zwei Musikern von Jethro Tull, dem Flötisten Ian Anderson und dem Keyboarder John O’Hara, sowie dem Wuppertaler Sinfonieorchester. Zuletzt widmete sich die Kantorei der Wiederaufführung und Welt-Ersteinspielung des dreiteiligen Oratorien-Zyklus Christus, das Kind, Christus, der Meister und Christus, der Erlöser von Friedrich Schneider gemeinsam mit dem Sinfonieorchester Wuppertal.